# Yanghuang
Yanghuang (T'en, Rao), ime za za dvije različite etničke grupe koje govore istim jezikom a nazivaju sebe T'en (Ten) i Rao. Yanghuang, kako ih nazivaju Kinezi, naseljeni su u kineskoj provinciji Guizhou u okruzima Pingtang, Huishui i Dushan. Njihovo porijeklo nije razjašnjeno, a njihov jezik sugerira na povijesnu povezanost s narodom Šuej. Smatra se da su nakon mnogo genercija poslije separacije od Šueja razvili svoj poseban jezik i običaje. Po vjeri su animisti i politeisti. Njihova populacija iznosi 25,000 (2000 D. Bradley). 